# دارکوب بلوطی
دارکوب بلوطی (نام علمی: Celeus elegans) گونه‌ای از دارکوب‌هاست. این دارکوب کوچک به دلیل روش خاصی که برای انبار کردن غذا دارد معروف است او هر چیز چوبی از قبیل درخت، ساختمان‌ها یا تیرها را سوراخ می‌کند و بعد هر سوراخ را با بلوط پر می‌کند. دارکوب‌های بلوطی در گروه‌های اجتماعی کوچک تا ۱۶ پرنده زندگی می‌کنند و هر گروه از نواحی پیرامون محل انبار غذایش در مقابل گروه‌های دیگر دفاع می‌کند.